# Herbolari Llansà
L'Herbolari Llansà és un establiment situat al carrer d'Elisabets, 18 de Barcelona, catalogat com d'interès (categoria E2).

## Història
Va ser fundat el 1907 per Ricard Llansà i Claramunt, avi matern de l'actual propietària, Francesca Ubach, al carrer del Bou de la Plaça Nova (on actualment hi ha l'avinguda de la Catedral) i el 1915 es va traslladar a l'actual ubicació.

## Descripció
Ocupa dues obertures a la dreta del portal d'accés. Dues estructures de fusta senzilles estan encaixades a l'espai de les obertures on només sobresurten de la línia de la façana les dues caixes situades al nivell de la llinda amb el nom de la botiga. L'altra obertura presenta un petit vestíbul i l'entrada de l'herbolari flanquejada, a l'esquerra, per un aparador col·locat perpendicularment a la façana. Tota la fusteria és de color verd amb les motllures de color blanques.
L'interior de l'establiment conserva gairebé tot el mobiliari original aquest format per un taulell de fusta amb el sobre de marbre i quarterons al frontal decorats amb pintures de diverses plantes medicinals. El cromatisme de tots els mobles és invers al de l'exterior, així doncs, superfícies blanques amb les motllures verdes. Als murs hi ha les prestatgeries formades per un cos inferior de calaixos i una part superior amb algunes vitrines.